# Ixora longipedunculata
Ixora longipedunculata là một loài thực vật có hoa trong họ Thiến thảo. Loài này được De Wild. mô tả khoa học đầu tiên năm 1907.